# SCUMマニフェスト
SCUMマニフェスト（スカムマニフェスト、SCUM Manifesto、男性皆殺し協会マニフェスト）は1967年に出版された、ヴァレリー・ソラナスによるラディカル・フェミニズムのマニフェストである 。この世界は男性によって廃墟と化しており、それを本来あるべき姿にもどせるかは女性にかかっている、と主張している。そしてその理想を達成するために、社会を転覆し、男性を抹殺することをめざす組織であるSCUMの結成が呼びかけられる。議論の余地はあるものの、このマニフェストはそのフロイトの女性理論を反転した論理構造によって、諷刺やパロディとみなされることもある 。英語版は少なくとも100回以上の再版を重ねており、13の言語に翻訳されて、繰り返し引用されている。
タイトルの一部である「SCUM」は、オリンピア・プレスから出た初版の表紙では、略称であることを示すピリオド付きの「S.C.U.M.」と表記されていて、これは「Society for Cutting Up Men」（男性皆殺し協会）のアクロニムだとされている。ソラナスはこの言葉はアクロニムではないと否定しているが、1967年に彼女自身が書いたヴィレッジ・ヴォイスの広告原稿には省略されていない「Society for Cutting Up Men」の表記がみられる。
SCUMマニフェストはソラナスが1968年にアンディ・ウォーホルを銃撃するまで、ほぼまったく無名だった。しかし彼女がウォーホルの殺人未遂事件を起こしたことで、世間はマニフェストとその作者であるソラナスに大いに注目することになった。 フェミニストのティ＝グレース・アトキンソンはソラナスを支持し、マニフェストに含まれる家父長制に対する批判は妥当であるという論陣をはったが、例えばベティ・フリーダンのように多くのフェミニストは、ソラナスの見方はあまりにもラディカルで分断を煽るものであると考えていた。

## 出版史
ソラナスがSCUMマニフェストを書いたのは1965年から1967年にかけてである 。1967年に、彼女はマニフェストを謄写版（ガリ版）で2,000部印刷し、この初版本をニューヨークのグリニッジ・ヴィレッジの路上で手売りした 。ソラナスは女性には1冊1ドル、男性には2ドルで販売したといい、翌年の春までにおよそ400部が売れた。ソラナスは1967年8月にオリンピア・プレスのモーリス・ジロディアスと小説の出版契約を結んでいるが、彼女は同時にSCUMマニフェストもオリンピア・プレスで引き受けて出版するようジロディアスに依頼している。
マニフェストの商業出版は1968年にそのオリンピア・プレスから出たものが最初である。このバージョンはジロディアスによる序文とポール・クラスナーの書いた「とてつもない浮浪児がとんでもない中性の人と出会う」(Wonder Waif Meets Super Neuter)という題のエッセイが入っていた。シャロン・ヤンセンによれば、この1968年のオリンピア・プレス版とソラナスが謄写版で印刷したオリジナルにはいくらかの異同がある。ヴィレッジ・ヴォイスに掲載されたソラナスのインタビュー記事を読むと、ソラナスがオリンピア・プレス版に不満を持っていたことがよくわかる。「〔彼女が〕修正を希望していた箇所は何一つ直っていないのにもかかわらず...それ以外の箇所では言葉遣いの修正が大量にあり（しかも全て改悪されていて）、『誤字脱字』も多かった。 文章のなかの単語や言葉のつながりそのものが脱落しているところもあって、そういう一節はまったく支離滅裂になっていた」。1977年にソラナスは新たに序文を書き下ろした、オリジナルに近い「正確な」バージョンを自費出版している。
SCUMマニフェストは英語版で少なくとも10回以上再版されており、翻訳がクロアチア語、チェコ語、フィンランド語、フランス語、ドイツ語、ヘブライ語、イタリア語、スペイン語、スウェーデン語、トルコ語、ポルトガル語、オランダ語、デンマーク語 で出ている。またロビン・モーガン編集のラディカル・フェミニストの文章を収めた論集『シスターフッド・イズ・パワフル』 (1970）をはじめとした様々なフェミニズトの作家によるアンソロジーに文章が収録されている Verso Books は2004年にフェミニスト哲学者のアヴィタル・ロネルにおよる序文のついたバージョンを出版している。ジョン・パーキスとジェームス・ボウエンはこのマニフェストのことを「アナーキストによる出版物のなかで最も長い寿命をたもっているパンフレットの１つ」と表現している 
1997年の新装版では、ソラナスの妹であるジュディス・A・ソラナス・マルティネスがSCUMマニフェストの著作権を持っていることが明らかにされている。

## 内容
このマニフェストは次のような宣言から始まる。
この「社会」における「生活」はよく言ってもきわめて退屈であり、女性にゆかりのある「社会」的側面など全くないわけであるから、市民感覚にすぐれて責任感が強く、そしてスリルを求める女性たちに残された道は、政府転覆と貨幣システムの廃止、完璧なオートメイションと男性の皆殺しだけである。
ソラナスはまず、男性をY染色体のせいで遺伝的な欠陥を抱える「不完全な女性」とみなす理論を提示する。この遺伝的な欠陥のために男性は感情に乏しくなり、自己中心的で、情熱的になったり誰かと本当の意味での交流を果たすことができなくなっているのだ。そして男性は共感能力に欠け、自分の身体感覚と切り離してものごとを考えることができない。マニフェストはさらに、男性は生涯を費やして自らも女性になろうとすることでその劣等感を克服する努力に身を捧げる、と論じる。そのために男性は「絶えず女性を探し求め、親しみあい、辛い思いを耐え、融合しようと試みる」。ソラナスはフロイト理論における「ペニス（おちんぽ）羨望」を否定し、男性こそが「プッシー（おまんこ）羨望」を持っているのだと述べる。さらに男性がこの世界を「掃き溜め」に変えてしまったことについて、男性に対する山のような不満を並べ立てている。
実際マニフェストの大部分は、男性に対する批判の羅列から成っていて、次のように章立てされている。
- War（戦争）
- Niceness, Politeness and "Dignity"（よさ、ただしさ、「尊厳」）
- Money, Marriage and Prostitution, Work and Prevention of an Automated Society（金、結婚と売春、仕事、社会のオートメイションを妨げること） ）
- Fatherhood and Mental Illness (fear, cowardice, timidity, humility, insecurity, passivity)（父性と精神疾患）
- Suppression of Individuality, Animalism (domesticity and motherhood) and Functionalism（個性の抑圧、動物的生き方、機能主義）
- Prevention of Privacy（プライバシーのなさ）
- Isolation, Suburbs and Prevention of Community（孤立、コミュニティの周縁にいること）
- Conformity（協調性）
- Authority and Government（権力と政府）
- Philosophy, Religion and Morality Based on Sex（セックスが根底にある哲学、宗教、倫理）
- Prejudice (racial, ethnic, religious, etc.)（偏見）
- Competition, Prestige, Status, Formal Education, Ignorance and Social and Economic Classes（競争、名声、ステータス、公教育、無知、社会的・経済的階級）
- Prevention of Conversation（会話のなさ）
- Prevention of Friendship and Love（友情と愛のなさ）
- "Great Art" and "Culture"（「偉大な芸術」と「文化）
- Sexuality（セクシュアリティ）
- Boredom（退屈）
- Secrecy, Censorship, Suppression of Knowledge and Ideas, and Exposés（秘密、検閲、知識とアイデアの抑圧、暴露）
- Distrust（不信）
- Ugliness（醜さ）
- Hate and Violence（ヘイトと暴力）
- Disease and Death（病と死）

こうした不満の根本に男性がある以上、マニフェストにおいて男性の抹殺はもはや道徳的要請であると結論づけられる。だから女性は「貨幣と労働のシステム」を完璧なオートメイションに置き換えなくてはならない。それこそが政府の転覆と男女間の権力勾配の解体につながる道だからである。
こうした目的を達成するために、マニフェストでは女性のための、まったく新しい形の前衛部隊の組織が提案されている。この前衛部隊こそがSCUMである。マニフェストによれば、SCUMは市民的不服従ではなくサボタージュと直接行動を戦術とするべきである。なぜなら市民的不服従が有効であるのは、社会にわずかな変化をもたらすときだけだからである。社会の仕組みを破壊しようとするときには、暴力も辞さないアクションこそが必要なのであり、だからこそマニフェストには「SCUMがマーチをするのは、大統領のうんざりするほどの間抜け面を踏んで歩くときだろう。SCUMのストライキは、暗闇のなかで６インチのナイフを握りながらすることになるだろう」と書かれてもいる。
マニフェストの最後は、ついに男性のいなくなった、女性の支配するユートピア的な未来の説明で締めくくられる。そこには貨幣などなく、病と死は撲滅されている。男性は既存の社会システムを守ろうとする不合理な存在であり、自分たちの絶滅が必要なのだと受け入れるべきなのだった。

## 受容と批判
マニフェストについては様々な批評家や学者、ジャーナリストが、関連するソラナスの言葉も含めて分析を行っている。大学教授のジェームズ・マーティン・ハーディングは、ソラナスが「ラディカルなプログラム〔行動計画〕」を「提案」したのだと分析している。同じく大学教授のダナ・ヘラーは、彼女の「アナーキーな社会観」に注目し、マニフェストが「ユートピアにも似た社会の理論」を提唱していると指摘している。またそこでは「機械化と大量（再）生産のためのシステムが存在することで、労働・性行為・貨幣システムが不要になるユートピア的な世界観」がある 。ヴィレッジ・ヴォイスの批評家B・ルビー・リッチは、戦争にあけくれ病に手をこまねくなど多くの失態を重ねる男性を批判するSCUMマニフェストのことを、「妥協することなきグローバル・ヴィジョン」そのものであり、全てではないものの多くの論点が「きわめて正しい」と述べている。 全てではないというのは、たとえば男性が周囲にないときに態度が豹変する一部の女性などは、男性と同じように批判されている。マニフェストではまた、セクシュアリティとしての性は「搾取的」（exploitative）だと批判されている。 ジャネット・リヨンによれば、マニフェストにおいては「『解放された』女性は....『洗脳された』女性と...戦わされている」。
フェミニスト批評家のジャーメイン・グリアによれば、ソラナスは、どちらのジェンダーもその人間性（humanity)からは切り離されていて、そもそも男性は女性のようになろうとするのだという意見である。だからアリス・エコールズはマニフェストがジェンダーを相対的なものではなく絶対的なものとしている、と指摘している。
ヘラーは、マニフェストによって、女性が基礎的な経済的・文化的リソースから断絶しており、男性に精神的に従属しているために、その状態が永続的に続くことが明らかになった、と論じている。「ヴォイス」のロバート・マルモルシュテインは、マニフェストが発信している重要なメッセージは「男性が世界をだめにし」「もはや（生物学的にすら）不要な存在」だということに尽きる、と説明している。ヤンセンもソラナスが男性は「生物学的に劣っている」と考えていた、という。ローラ・ウィンキールによれば、マニフェストが求めているのはヘテロセクシャルな資本主義が放棄されて、その生産手段を女性が引き継ぐことである。 その未来のために、テクノロジーと科学はむしろ歓迎されている。
ヤンセンはマニフェストに書き込まれた、女性の世界を非暴力的につくるための基本計画を次のように分析している。そこでは、なにより女性が既存の経済活動に参加しないこと、男性とまったく関係性をもたないことが根本にあり、それによって警察や軍隊をもねじふせられるのである。そして女性同士の連帯が不十分であっても、女性が様々な仕事に就き「職場放棄」(unwork)をすれば社会システムが崩壊する。そして、貨幣がなくなれば男性を殺す必要すらなくなることさえ想定されている。いずれにせよヤンセンもウィンキールも、ソラナスは女性だけの世界を思い描いていた、と述べている。デイリー・ニューズの記者であるフランク・ファソとヘンリー・リーによれば、ウォーホルの銃撃事件の2日後にソラナスは「男のいない、片方の性だけがある世界のための聖戦だった」と語っていた。実際ウィンキールはマニフェストは女性による暴力的かつ革命的なク―デターの夢想である、と指摘している。大学教授のジネット・カストロのように、マニフェストを興奮状態のテロリストを支持するかのような「暴力に関するフェミニスト憲章」になぞらえる人もいる。ヤンセンによれば、ソラナスは男性を殺し屋から獲物として追いかけまわされる動物とみなしている。その殺し屋が使う武器は「男性に向けられた男根のシンボル」である。
これまでに参照してきたリッチ、カストロ、フリーダン、ウィンケル、マルモルシュテインや、デブラ・ダイアン・デイヴィス、デボラ・シーゲル、グリアらが述べているのはこういうことだーソラナスの計画はそもそもが男性を抹殺するためにある（男性同士で殺しあった結果も含む）。ただしリッチはおそらくそれはスウィフト的な風刺であり、マニフェストにおいては抹殺の代替手段として、男性の再教化も方法として示されている、としている。カストロも男性の抹殺をソラナスが本気で考えていたとはとらえておらず、マルモルシュテインは男性への犯罪まがいの妨害工作も「殺人」に含まれるとしている
ヤンセンによれば、マニフェストでは再生産（リプロダクション）されるのは女性だけでよいとされているのだが、老いと死の問題がひとたび解決してしまい、次の世代というものが不要になれば、女性の再生産さえ求められなくなる。
リヨンによればマニフェストの文章は、傲岸不遜ながら軽妙であり 、シーゲルによれば「あからさまな女性の怒りの発露」 、ヤンセンによれば「ショッキング」であり息をのむような内容だ。リッチはソラナスを「女性一人の焦土作戦部隊」にたとえ、シーゲルはこのスタンスを「過激」でありながら「アメリカ全土で非暴力運動に対して広まっていた不信感を反映している」 。リッチによればマニフェストは女性の「絶望感と怒り」を浮き彫りにし、フェミニズムを前進させた.。またウィンキールは、アメリカのラディカル・フェミニストの出現はマニフェストによる「資本主義と家父長制対する宣戦布告」があったからであるという 。ヘラーはマニフェストの立場が主に社会主義・唯物論的であると指摘している 。エコールズはソラナスが「あからさまなミサンドリー」を抱えており、アンディ・ウォーホルに関係のある人々や様々なメディアは彼女のそれを「男性憎悪」とみなした。

### パロディと諷刺として
コロラド大学英文科の准教授ローラ・ウィンキールは「SCUMマニフェストは、自らが拒絶する家父長的な社会秩序のパロディである」と論じている。さらにいえばマニフェストは「家父長制における『まじめな』言語行為を法を犯して模倣し、あざけっている」。SCUMの女性たちがあざけっているのは、一部の男性たちが世界を動かし、自分たちの権力を合法化する方法だ、とウィンキールはいう。同様に、社会学者のジネット・カストロは次のように述べている。 
テキストをもっと詳しく読んでいけば、そこにある家父長制における現実の分析がパロディであることがわかる。 [...] 　内容そのものが、女性を男性に置き換えた、フロイトの女性論のパロディであることは疑いようもない。 [...] フロイトの精神分析理論に関する、あらゆるクリシェがそこにはある。生物学的な事故、不完全な性、「ペニス羨望」（マニフェストでは「プッシー羨望」に置き換えられる）などだ。 [...] ここで我々は不条理を暴きだす文学的装置として不条理が使われているのを目の当たりにする。つまり、不条理な理論が、家父長制に科学的な」正統性を与えるものとして使われているのである。 [...] ミソジニーと男らしさの呪縛を解くために、男性はシンプルに皆殺しにされるべきだ、という彼女の提案についてはどうだろう？このフェミニストのパンフレットの提案から必然的に導かれる結論なのだが、かつてこれと同じような提案をしたのがジョナサン・スウィフトだ。アイルランドの子供たちを（口減らしのため）豚の餌にしてしまうべきという提案は、彼がアイルランドが飢饉により迎えた状況に抗議するために書いた、ブラックな諷刺パンフレットの論理的帰結であった。どちらのパンフレットもそもそも真面目に受け取られることを意図しておらず、ジャンルとしては政治フィクションどころかSFに属する内容である。２人の作者は、世間の関心を惹くための絶望的な努力をしながらそれを書いたのだ。
作家のチャヴィサ・ウッズも同じような意見である。「SCUMマニフェストはプロテストアートとして傑作の部類にはいる文学作品であるが、たいていは完全に誤読されている。マニフェストの大部分は実はフロイトの著作を横断的に、逐語的に書き換えたものである。ジェームズ・ペンナーはマニフェストの文章を諷刺としてとらえている。彼いわく「 SCUMマニフェストは他のフェミニストの諷刺と同様にアメリカの大衆文化に埋め込まれた特定の男性性の神話を攻撃することで女性を政治化することに狙いがある」。「諷刺作品としてみれば、『SCUMマニフェスト』はそのレトリックは秀逸で、読者の中にある男らしさと女らしさの観念を脱構築するしかけになっている」と述べている。英文科の教授カール・シングルトンはマニフェストの「凶暴な性質」とソラナスの次第に不安定化するメンタルにより多くの人がこのテキストを過小評価してしまった、と論じている。シングルトンはさらに「そのくびきに陥らない人たちは、この文書にジョナサン・スウィフトの『穏健なる提案』 と同じスタイルの政治的諷刺の形式を読み取っている」。ヤンセンもまたマニフェストと『穏健なる提案』を比較していて、「諷刺の素晴らしい才能」があり「クールで毒舌の笑いがある」とソラナスを評している。 
1996年9月のスピン (雑誌)で、チャールズ・アーロンはSCUMマニフェストは「騒々しい、フェミニスト前史の諷刺作品」だと語っている。映画監督のメアリー・ハロンもマニフェストを「素晴らしい諷刺」であり「ひたすら楽しい」と評価した。ヴィレッジ・ヴォイスに掲載されたリッチの記事によれば、この作品はおそらく「諷刺」であり、「書かれているとおりにもシンボリックにも」 読むことが可能である。ウィンキールは「諷刺にあるユーモアと怒りによって、女性たちはすぐれて政治的にふるまうSCUMの女性たちの役割を引き受け、このようなフェミニストの脚本をつくりだすこと誘われるのだ」と語っている 。 
一方でソラナスと面識のあったポール・クラスナーはマニフェストのことを「ところどころに作者の意図せざる諷刺的ニュアンスを含んだ、病的な宣伝活動のためのコピー誌」と表現した。
最初にマニフェストを商業出版したモーリス・ジロディアスは、その本が「ジョーク」の類であり、 ジェームズ・ホバーによれば彼はマニフェストを「男性というジェンダーが下劣なふるまいをみせ、遺伝的に劣り、廃棄することがきわめて容易であることへのスウィフト的諷刺」と表現していたという。
1968年のデイリーニューズ の記事には「ヴァレリーの知り合いだという人たちによれば、彼女はジョークをいっているわけじゃない...〔それでも〕心の底では男のことが好きだった」と書かれている。ソラナス自身は、1968年にマルモルシュテインに向かって「SCUMのこと」に関して自分は「ひたすら真面目」だと断言している。 一方でアレクサンドラ・デモンテは「晩年の彼女はマニフェストが単純に諷刺であったと語った」と主張している。

## SCUMという組織
ソラナスは「SCUMに関するパブリック・フォーラム」を開催したことがある。フォーラムには約40人（ほとんど男性でソラナスによれば「キモくて」「マゾヒスト」）ばかりが集まった。そもそもSCUMにはソラナスを除いて１人のメンバーもいなかったとされる。さらにグリアによれば、ソラナス以外に「SCUMがかつて組織として活動していた形跡はほとんどない」。
1977年のヴィレッジ・ヴォイスのインタビューでソラナスはSCUMが「ただの文学的装置です。SCUMという名の組織はないし、これまでもなかったし、これからもありません」と語っている。さらに「それは心のあり方のことだという風に思っています。ある考え方をする女性はSCUMに入っているんです...そしてある考え方をする男性は、SCUMの男性支部に入っている。

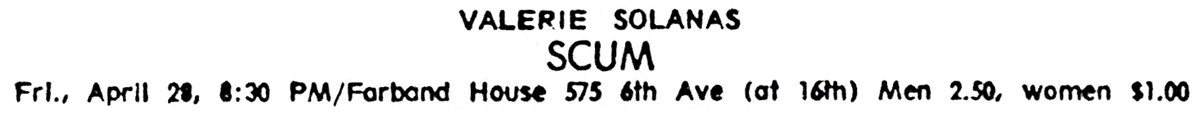
ソラナスがヴィレッジ・ヴォイスで4月27日に出した広告

## アクロニム
1967年にソラナスが自費出版をした版では表紙のタイトルの後に「Society for Cutting Up Men」という言葉が並んでいた。マニフェストが商業出版される前のことである。さらにヴィレッジ・ヴォイスの1967年8月10日号には署名に(of SCUM, West 23rd Street)と付記された、ソラナスによる編集者への手紙が掲載された。この手紙は先週号に掲載されたルース・ハーシュバーガーという女性の署名がされた手紙に応えたものだった。なぜ女性は男性に対して反乱を起こさないのかと尋ねられたソラナスは、次のように回答している。「私は彼女と、彼女のようにプライドと独立心がある女性たちにSCUM (Society for Cutting Up Men)の存在を教えてあげたい。ついこのあいだ思いついた組織ですが、数週間以内に本格的に始動（つまりトップギアに）入る予定です」。
「SCUM」が本来「Society for Cutting Up Men」を意味するとしても 、実際にはこの言葉は本文のどこにも出てこない。ヘラーは「ソラナスがSCUMを『Society for Cutting Up Men』のアクロニムのつもりで使っていたことを示す確かな証拠はない」とまで語っている。スーザン・ウェアらは、そういう説をとなえたのはマニフェストを出版したモーリス・ジロディアスであり、決してソラナスの意図するところではなかったのではないか、と述べている。 ゲイリー・デクスターは、SCUM マニフェストのSCUMをピリオド付きの「S. C. U.M.」とは表記したのはソラナスではない、と論じている。いわく「彼女がしかけた暗号を無視してそのままタイトルを記載したジロディアスの行為はある意味で家父長的な介入であり私物化である。
「SCUM」という言葉であれば、マニフェストにおいて（男性ではなく）特定の女性を引き合いにした使用例がある。女性をエンパワーするという文脈で、引用すると「SCUM－剛腕をふるい、何物もおそれず、自信にあふれ、性格が悪く、粗野かつ我儘で、何にも頼ることなく、誇り高く、スリルを追い求め、自由奔放で、傲慢な女性たち。自分のことを宇宙を支配するにもふさわしいと考え、『社会』の限界まで自由にふるまい、その身の丈をこえた何かに向かって舵を切る準備ができている―」。アヴィタル・ロネルは「SCUM」がアクロニムを意図していたというのは「後付け」であり、ソラナスは後に否定していると述べている

## 影響
リヨンによればソラナスのマニフェストは「悪名高く、影響力も大きかった」。そしてアメリカにおけるさまざまな種類の婦人解放運動が生み出した中でも「もっとも初期の、そしてもっともラディカルな」パンフレットである。ボストンを拠点とするフェミニスト団体Cell 16からは「1969年頃にはまるで聖書のように扱われていた」とリヨンは述べている。2012年に南部貧困法律センターのブログに掲載された記事によれば「フェミニストのサークルによっては、ソラナスはいまだに最も多く読まれ引用されている」。しかしマニフェストをフェミニズムの古典とみなすべきという意見についてヘラーは反対である。なぜなら、どれだけ偉大であるかにもとづくヒエラルキーを拒絶しているのが当のマニフェストだからである。とはいえ、そのヘラーもマニフェストは「影響力のあるフェミニストのテキストであり続けている」と語っている。

### マニフェストと銃撃事件
ローラ・ウィンキールは、ソラナスによるアンディ・ウォーホルとマリオ・アマヤの銃撃事件が起こると、その行動が直接マニフェストと関連づけて論じられた、と指摘している 。確かに事件の直後、ソラナスはレポーターに「私のマニフェストを読んでくれよ。私が何者なのかわかるから」と語っている。しかしヘラーは実際にはソラナスは「マニフェストと銃撃事件のあいだに何のつながりも見出していなかった」と述べている。ハーディングは「ソラナスがレポーターにかけた言葉はあいまいで、マニフェストの中には、彼女が起こした行動を説明してくれるような、はっきりした手がかりはみつからない。 少なくとも事件の筋書きを見出すことはできない」。ハーディングはSCUMマニフェストについて「たとえウォーホルの銃撃事件のような暴力的な行為であっても、それはパフォーマンスの延長であって、何かを予言しているわけではない」という見方を示している。
ウィンキールは、ロクサーヌ・ダンバー＝オルティスが「すでに革命は始まっていたと悟り」アメリカへ移住し、、マニフェストの言葉を基礎においた行動計画によったフェミニスト団体Cell 16をつくった、と論じている。ウィンキールによれば、ソラナスは女性運動に「自分のマニフェストが盗用されること」に「怒り狂った」ていたが、「〔ウォーホルの〕銃撃は、家父長制に対するフェミニスト運動の大義ある怒りの表明」にほかならず、ロクサーヌ・ダンバーとティ=グレース・アトキンソンは、マニフェストが「革命運動」の胎動と考えていたし、なかでもアトキンソンは（リッチによれば）ソラナスのことを「女性の権利を強力に擁護した最初の人」と評価しており、おそらく彼女は（グリアによれば）マニフェストに出会ったことで「ラディカル化し」NOWを離脱して、(ウィンキールによれば）ソラナスを支援するための女性を組織した。
ソラナス、その「メッセージが正当な形で受け取られるには」あまりに重い精神障害をかかえ、ウォーホルにも拘泥しすぎていたと思われている、とグリアは言う。しかしデイヴィスによればマニフェストは「実利的なアメリカのフェミニストに武器をとることをよびかけた」「先駆者」 であり、「現代においても広く訴えかける魅力を持っている」。 ウィンキールによれば、マニフェストは「『女性文化』の広がりとレズビアンの分離主義に影響を与え」、「反ポルノグラフィ運動の先駆としても名前が残る」。 それでもベティ・フリーダンはフェミニスト運動とNOWに悪影響を与えることを理由にマニフェストを否定している

### 映画
SCUMマニフェストはキャロル・ルソプロスとデルフィーヌ・セイリグによる1976年のショートフィルムに登場する。作中で、セイリグはフランス語版のマニフェストの一部を読み上げている。
ウォーホルは後に映画『ウーマン・イン・リヴォルト』(1971年）においてフェミニスト団体「P.I.G.」(Politically Involved Girlies)というソラナスの「S.C.U.M」に似たグループを登場させ、女性解放運動を諷刺している。
ソラナスの創作活動とウォーホルの関係は、1996年の映画『I Shot Andy Warhol』でも描かれており、この映画はその大部分がSCUMマニフェストについてと、ソラナスとウォーホルの間のオーサーシップをめぐる議論に費やされている。

### テレビ番組
コメディ・アニメの『ザ・ベンチャー・ブラザーズ』のエピソード「Viva Los Muertos!」にはヴァルという「SCUMマニフェスト」を直接引用する特徴的なキャラクターが登場する。
アメリカのケーブルテレビ局FXで放映された『アメリカン・ホラー・ストーリー: カルト』にはSCUMマニフェストがプロット・デバイスとして使われている。最初に登場するエピソードが2017年10月17日に最初に放映された「Valerie Solanas Died for Your Sins: Scumbag」である。女優のレナ・ダナムが虚構のヴァレリー・ソラナスを演じており、エピソードを通じてマニフェストを暗唱する。

### 文学
マイケル ブラムラインの短編小説集『器官切除』の表題作には、SCUMマニフェストが、男性主人公が自身とそのジェンダーに向ける憎しみを描くための道具として用いられている。
2006年にスウェーデン人作家のサラ・ストリツベルグはソラナスに関するセミフィクション的伝記『Drömfakulteten』(The Dream Faculty、「夢の学部」）を発表している。作中では様々な場面でマニフェストが引き合いに出され、マニフェストの一部は引用もされている。
ニック・ケイヴは『The Death of Bunny Munro』という小説を書いており、この作品のために「ヴァレリー・ソラナスが男性として生まれ変わったキャラクターを創造している」。

### 音楽
マニック・ストリート・プリーチャーズのデビュー・アルバム『ジェネレーション・テロリスト』のライナーノーツにはソラナスの言葉が引用されている。ソラナスはこのバンドの曲『Of Walking Abortion』にも影響を与えている（曲名はソラナスの作品からとられている）。リヴァプールを拠点とするパンクバンド、ビッグ・イン・ジャパンは、ソラナスのマニフェストにインスパイアされた『Society for Cutting Up Men』という曲をつくっている。イタリアのプログレッシブ・ロックバンド、アレアも影響を受けて、SCUMという曲を持っている。イギリスのバンド、S.C.U.M.はそのグループ名をマニフェストにちなんでいる。電子音楽デュオであるマトモスの2006年のアルバム『The Rose Has Teeth in the Mouth of a Beast』に収録されている「Tract for Valerie Solanas」はSCUMマニフェストの一節を朗読する声が使われている。イギリスのオルタナティヴ・ロックバンド、ザ・ヤング・ナイヴスも2017年に「Society for Cutting Up Men」という曲をリリースしている。

### コンピューターアニメーション
SCUMマニフェストは1984年にイギリスのMicro Arts Groupが制作しコンピューター・アートの素材となっている。アニメーション作品「The Money Work System」には、マニフェストで使われている言葉をその体で受け止める悲しい顔をしたキャラクターが登場する。